# Adomas Butrimas
Adomas Butrimas (* 16. August 1955 in Telšiai) ist ein litauischer Archäologe.

## Biografie
Nach dem Abitur absolvierte er 1978 das Diplomstudium  der Archäologie an der Fakultät für Geschichte an der Universität Vilnius und wurde 1985 promoviert. Von 1978 bis 1986 arbeitete er im Museum für Geschichte und Ethnografie. 
Seit 1986 lehrt er an der Kunstakademie Vilnius, seit 2002 als Professor. Seit 2004 ist er dort Prorektor für Wissenschaft. 

## Veröffentlichungen (Auswahl)
- Daktariškės neolito gyvenvietė: akmens amžius Žemaičių aukštumoje, katalogas, 1981.
- Žemaitijos istorija, 1997.
- Lietuvos dailės istorija, 1 d., Priešistorės dailė su M. Iršėnu, 2002.
- Telšių kraštas: istorija, kultūra, meno paminklai, 2005.
- Gimtoji istorija, bendraautoris, 2003.
- Įdomioji istorija, CD–ROM, vienas autorių, 2005.
- Lietuvos istorijos vadovėlis, 1990, 1993, Brailio raštu 1992, 1994.
- Varniai, sudarytojas, su V. Vaivada, 1996.
- Renavas, sudarytojas, su A. Miltenyte, P. Šverebu. Ser. Žemaičių praeitis. Vilnius: VDA leidykla, 2001.
- Alsėdžiai, sudarytojas, su L. Griciūte, Ser. Žemaičių praeitis. Vilniaus dailės akademijos leidykla. 2002. ISBN 9986-571-63-4
- Priešistorinis menas Baltijos regione (Prehistoric Art in the Baltic Region), sudarytojas, 2000.
- Baltijos gintaras (Baltic Amber), sudarytojas, Vilnius: VDA leidykla, 2001.
- Žemaičių Kalvarija: vienuolynas, bažnyčia ir Kryžiaus kelio stotys, sudarytojas, su Neringa Markauskaitė, Vilniaus dailės akademijos leidykla, 2003. ISBN 9986-571-88-X
- Viešvėnai: istorija ir dailės paminklai, sudarytojas, su Laima Spelskienė, Acta Academiae artium Vilnensis. Dailė, Nr. 28. Vilnius: VDA leidykla, 2003.
- Lietuva iki Mindaugo, sudarytojas, su E. Jovaiša, 2003.
- Plungės dekanato sakralinė architektūra ir dailė: Plungė, Kuliai, Stalgėnai, Pakutuvėnai, Rietavas, Tverai, Kantaučiai, Lieplaukė, Medingėnai, Žlibinai, Plateliai, Beržoras, Žemaičių Kalvarija, Gegrėnai, 3 d., sudarytojas, 2004–2005. ISBN 9955-62-428-0, I t. ISBN 9955-62-411-6, II t. ISBN 9955-62-422-1
- Telšių kraštas (Telšiai region), Vilniaus dailės akademijos leidykla, 2005. ISBN 9955-624-21-3
- Telšiai: sakralinis kompleksas Insulos kalvoje (Telšiai: the Sacral Ensemble on Insula Hill), Vilniaus dailės akademijos leidykla, 2008. ISBN 978-9955-854-02-9
- Baltų menas (Art of the Balts), Vilniaus dailės akademijos leidykla, 2009. ISBN 978-9955-85-436-4